# ハープ協奏曲
ハープ協奏曲は、ハープを独奏楽器にした協奏曲。ヘンデルのハープ協奏曲変ロ長調が音楽史上最初のハープ協奏曲とされる。バロックや古典派の時代にも作曲されているが、むしろ近代、現代に作品が多い。

## 作曲者と作品

### 18世紀
- ヘンデル - ハープ協奏曲変ロ長調 op.4-6（オルガン協奏曲Op.4-6の別版）
- アルブレヒツベルガー - ハープ協奏曲（5曲）
- ディッタースドルフ - ハープ協奏曲イ長調
- クルムフォルツ - ハープ協奏曲（6曲）
- モーツァルト - フルートとハープのための協奏曲ハ長調 K. 299(297c)
- ドゥシーク - ハープ協奏曲（2曲）

### 19世紀
- ボイエルデュー - ハープ協奏曲ハ長調 [1]
- ボクサ - ハープ協奏曲（5曲）
- アルヴァーズ - ハープ協奏曲（2曲）、2台のハープのための小協奏曲
- ライネッケ - ハープ協奏曲ホ短調 op.182

### 20世紀以降
- サン＝サーンス - 演奏会用小品
- ドビュッシー - 神聖な舞曲と世俗的な舞曲
- ピエルネ - ハープと管弦楽のための小協奏曲 op.39
- ラヴェル - 序奏とアレグロ
- グリエール - ハープ協奏曲変ホ長調 op.74（英語版）
- ピツェッティ - ハープ協奏曲変ホ長調
- ヴィラ＝ロボス - ハープ協奏曲
- ミヨー - ハープ協奏曲
- タイユフェール - ハープ小協奏曲（フランス語版）
- ピストン - ハープと弦楽オーケストラのためのカプリッチョ（英語版）
- カステルヌオーヴォ＝テデスコ - ハープと室内管弦楽のための小協奏曲
- ロドリーゴ - セレナータ協奏曲（英語版）、ヒラルダの調べ（セビーリャ幻想曲）
- オルウィン - ハープと弦楽合奏のための協奏曲『リラ・アンジェリカ』
- ジョリヴェ - ハープと室内管弦楽のための協奏曲
- バディングス - ハープ協奏曲
- トヴェイト - ハープ協奏曲第1番・第2番
- コンスタンティネスク - ハープ協奏曲
- ホヴァネス - ハープ協奏曲（オランダ語版）
- フランセ - 詩的な遊戯、シャコンヌ、2つのハープと弦楽のための協奏曲
- ヘンケマンス - ハープ協奏曲
- ヒナステラ - ハープ協奏曲
- ダマーズ - ハープと弦楽合奏のための小協奏曲
- ヘンツェ - オーボエとハープのための二重協奏曲（フランス語版）
- ラウタヴァーラ - ハープと弦楽合奏のためのバラード、ハープと管弦楽のための協奏曲
- ホディノット - ハープ協奏曲（オランダ語版）
- ティシチェンコ - ハープ協奏曲（オランダ語版）
- 外山雄三 - ハープ協奏曲
- 細川俊夫 - ハープ協奏曲『回帰』
- 西村朗 - ハープ協奏曲『風媒』
- 譚盾 - 女書（13のマイクロフィルム、ハープ、オーケストラのための）
- サーリアホ - トランス（英語版）
- パトリック・ホーズ（英語版） - ハイグローヴ組曲（英語版）
- ジェニファー・ヒグドン - ハープ協奏曲（英語版）